# 軍事教育
軍事教育（ぐんじきょういく Military Education）とは一般に軍事要員に対して作戦行動を遂行するために必要な知識と技術を付与する教育である。

## 概要
軍事教育と軍事訓練は類義語であるが、厳密には区別するべき概念であり、軍事教育は軍事訓練を包括する。一般には軍事教育の用語は「戦争学と戦争術の知識を拡充する科目を人員に対する体系的な教授」を指していた。しかし現代においては軍事教育の複雑化と洗練に伴って職業軍事教育(Professional Military Education, PME)という新しい概念が使用されるようになっており、将校が安全保障のために指揮官または幕僚として勤務することを可能とするような技術、知識、そして理解を付与するための教授を指す。詳細は後述するが、これはアメリカの軍事教育制度の改革の中で生まれ、階級や職種に応じて教育内容が体系化されている。

## 歴史

### 前近代における軍事教育
軍事教育の歴史的な起源は古代にまで遡ることができるが、現代のように軍事教育の体系が確立されたのは戦争学と戦争術が発展した近代以後であった。古代から近世にかけての軍事教育は非体系的なものであり、その内容も時代や地域によって異なっている。古代ギリシアの都市国家において市民階級は等しく軍事訓練を受けており、都市国家の一つスパルタで行われていたスパルタ教育は幼少期の頃から厳格な教育を施していた。

### 軍事教育体系の近代化
近代に専門的職業軍人が成立し、戦闘技術の習得に限定されていた軍事教育の内容は戦術学や戦略学の習得にも拡大するようになった。17世紀にオランダ、フランス、スペインでは初めて軍学校が設置され、政府の下で幼少年に対する技術的な教育が行われていた。オランダの先進的な軍学校で教育にあたっていたマウリッツは小銃の操作を基本教練に組み込むことで軍事訓練のモデルを確立した。18世紀の啓蒙主義の時代精神を背景として社会では民間人のための技術学校が設置されていくに従って、軍学校の制度はヨーロッパ各地の軍隊で普及していった。同時期にヨーロッパ諸国の各言語で軍事学の研究、教科書や参考書の出版をもたらし、科学的手法に基づいた戦争学が成立した。19世紀後半にはまずプロイセンで将校のための発展的な軍事教育を専門とする陸軍大学校が創設され、フランス、イギリス、オーストリア、イタリアでも相次いで創設されていった。プロイセンではシャルンホルストにより体系的な将校教育制度が基礎付けられ、部隊指揮官や幕僚勤務に必要な専門的知識と指揮能力が付与された。

### 世界大戦以後の教育改革
20世紀における徴兵制の導入と大規模な軍備の拡張をもたらした世界大戦は軍事教育の発達を促し、現代の職業軍事教育の体制が形成されるに至った。第一次世界大戦中の1917年にロシア革命が勃発するとソビエト連邦は将校を補充するために軍事教育の制度の体系化に乗り出し、そこでは高級、中級、初級と軍事教育の水準を整理して能率化を図った。また第二次世界大戦では科学技術の発展と兵器システムの複雑化が軍事教育に影響を与え、技術将校を育成するための軍事教育の重要性が高まった。それと同時に複雑化と長期化を続ける軍事教育の体系は冷戦期においては見直さなければならなくなった。特にアメリカはこの軍事教育の改革に積極的に取組み、1898年にアメリカの議会は軍事教育体系の大規模な見直しを決めた。その結果、国防総省は職業軍事教育の枠組みの下で軍学校の教育を再編成し、個別的な能率ではなく全部隊の連繋と統合作戦の遂行に寄与するような軍事教育を目指した。

## 軍事教育の諸段階
軍事教育の過程は段階的に進められる。その教育体系は採用した後に行われる新兵訓練、作戦遂行のための基本的な技能を習得する初期訓練、追加的に発展的な技能を修得する発展訓練、統率を習得する統率訓練、部隊としての作戦行動を練成する部隊訓練、そして職業軍事教育や予備隊訓練から成り立っている。

### 新兵訓練
新兵訓練(Recruite training)とは新しく入隊した軍事要員に対する教育訓練である。服務の諸規則、礼法などの基本的な行動様式の習得に始まり、個人または分隊の基本教練、体力の練成、衛生管理、小銃などの各種装備の扱い、銃の分解・結合と整備の方法の習得、航法、築城構築、さらに格技、射撃、匍匐などの戦闘技術である。
日本の自衛隊では、入隊後は教育を担当する部隊（陸上自衛隊では教育団、教育連隊、教育大隊等。海上自衛隊・航空自衛隊では教育隊。）において同様の訓練や教育を受け、その後各分野で専門的な教育を与えられる。

### 士官教育
士官候補生の場合は、士官学校などで高度な専門教育が行われる。
自衛隊の幹部候補生については、防衛大学校、防衛医科大学校及び幹部候補生学校などで教育が行われている。また上級士官に対しては上級学校（陸上自衛隊では陸上自衛隊幹部学校など、旧日本陸軍では陸軍大学校など、旧日本海軍では海軍大学校など。）で教育が行われる。

## 教育内容

### 基本教練の訓練
基本教練(Military Drill)とは個人および部隊の基本動作を統制する一定の動作様式である。基本教練においてはまず視線を前方に向け、両手を体側に付けた上で両足の爪先を約45度に開いて踵をつけた直立不動の姿勢(気を付け、Attention)が基本姿勢となる。この不動の姿勢を基礎として、前進の基本方向となる前方、前方を向いた状態で回れ右により向く背後、さらに前方に対する左右方向の基本的な四方向が定義され、回れ右、右向け右、左向け左などの号令によって決められた動作と節度で所定の方向へ転換する。分隊、小隊などの部隊でもこの基本教練によって行進することが可能となる。

### 戦闘技術の訓練
戦闘技術とは個人が発揮する基礎の戦技であるが、これは格技から射撃など非常に幅広い技能を含むものである。基本的な戦闘技術としては徒手格闘、短剣格闘、小銃の射撃、銃の分解結合、各種匍匐、手榴弾の投擲、偽装、陣地構築、対戦車兵器、軍事通信、応急手当、地図判読などが挙げられる。

### 軍事科学の教育
士官は軍隊において作戦部隊を指揮する立場にあるために戦術学が学ばれる。戦術教育では基礎理論としての原則、戦闘力、状況判断、兵站、攻撃、防御、後退、命令、軍隊符号などについての専門的な教育を受けることとなる。図上戦術によって基本的な戦術作業を習得した後に実際に現地に赴いて出題された状況において答案を作成する現地戦術や演習、軍事史における作戦・戦闘の事例の教育である戦史教育などによって学習する。